# The Best Of (Poco)
The Best Of è un album raccolta dei Poco, pubblicato dalla Epic/CBS Records solo in Spagna nel 1980.

## Tracce
Lato A
1. Bad Weather – 5:01 (Paul Cotton) – Tratto dall'album From the Inside (1971)
2. Railroad Days – 3:36 (Paul Cotton) – Tratto dall'album From the Inside (1971)
3. Ride the Country – 6:25 (Paul Cotton) – Tratto dall'album A Good Feelin' to Know (1972)
4. A Right Along – 6:25 (Paul Cotton) – Tratto dall'album A Good Feelin' to Know (1972)
5. C'mon – 3:35 (Richie Furay) – Tratto dall'album Deliverin' (1971)

Lato B
1. Pickin' Up the Pieces – 3:20 (Richie Furay) – Tratto dall'album Pickin' Up the Pieces (1969)
2. Just for Me and You – 3:34 (Richie Furay) – Tratto dall'album From the Inside (1971)
3. Rocky Mountain Breakdown – 2:15 (Rusty Young) – Tratto dall'album Seven (1974)
4. A Man Like Me – 4:11 (Richie Furay) – Tratto dall'album Deliverin' (1971)
5. Faith in the Families – 3:41 (Paul Cotton) – Tratto dall'album Seven (1974)

## Formazione
- Richie Furay - chitarra acustica, chitarra elettrica, chitarra a sei e a dodici corde, voce
- Jim Messina - chitarra elettrica, chitarra acustica, voce (brani: A5, B1 e B4)
- Rusty Young - chitarra steel, chitarra, dobro, banjo, pianoforte, sitar
- Paul Cotton - chitarra acustica, chitarra elettrica, voce (brani: A1, A2, A3, A4, B2, B3 e B5)
- Randy Meisner - basso, chitarra, voce (solo nel brano: B1)
- Timothy B. Schmit - basso, armonica, voce
- George Grantham - batteria, percussioni, voce
- Steve Cropper - produttore (brani: A1, A2 e B2)
- Jim Mason - produttore (brani: A3 e A4)
- Jack Richardson - produttore (brani: A3, A4, B3 e B5)
- Jim Messina - produttore (brani: A5, B1 e B4)